# Giovana Queiroz
Giovana Queiroz Costa Garbelini (São Paulo, 21 de junio de 2003), conocida primero como Gio Queiroz, Gio Garbelini, o simplemente como Gio, es una futbolista profesional brasileña que juega como delantera en el Atlético de Madrid de la Liga F de España. Es internacional con la selección de Brasil desde 2020, selección con la que jugó los Juegos Olímpicos de 2020 y ganó la Copa América en 2022 y 2025.

## Trayectoria

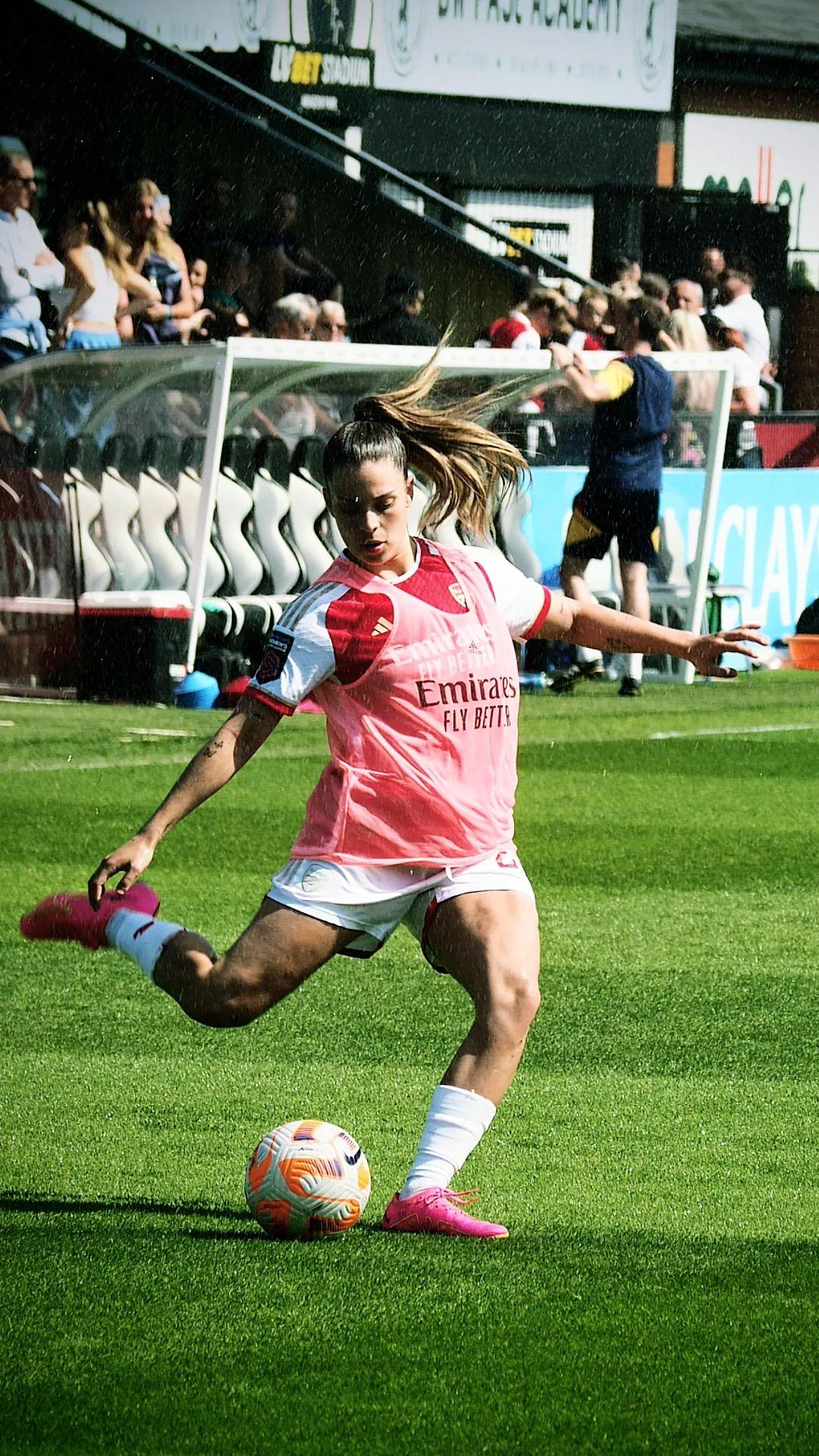
Gio en su etapa en el Arsenal

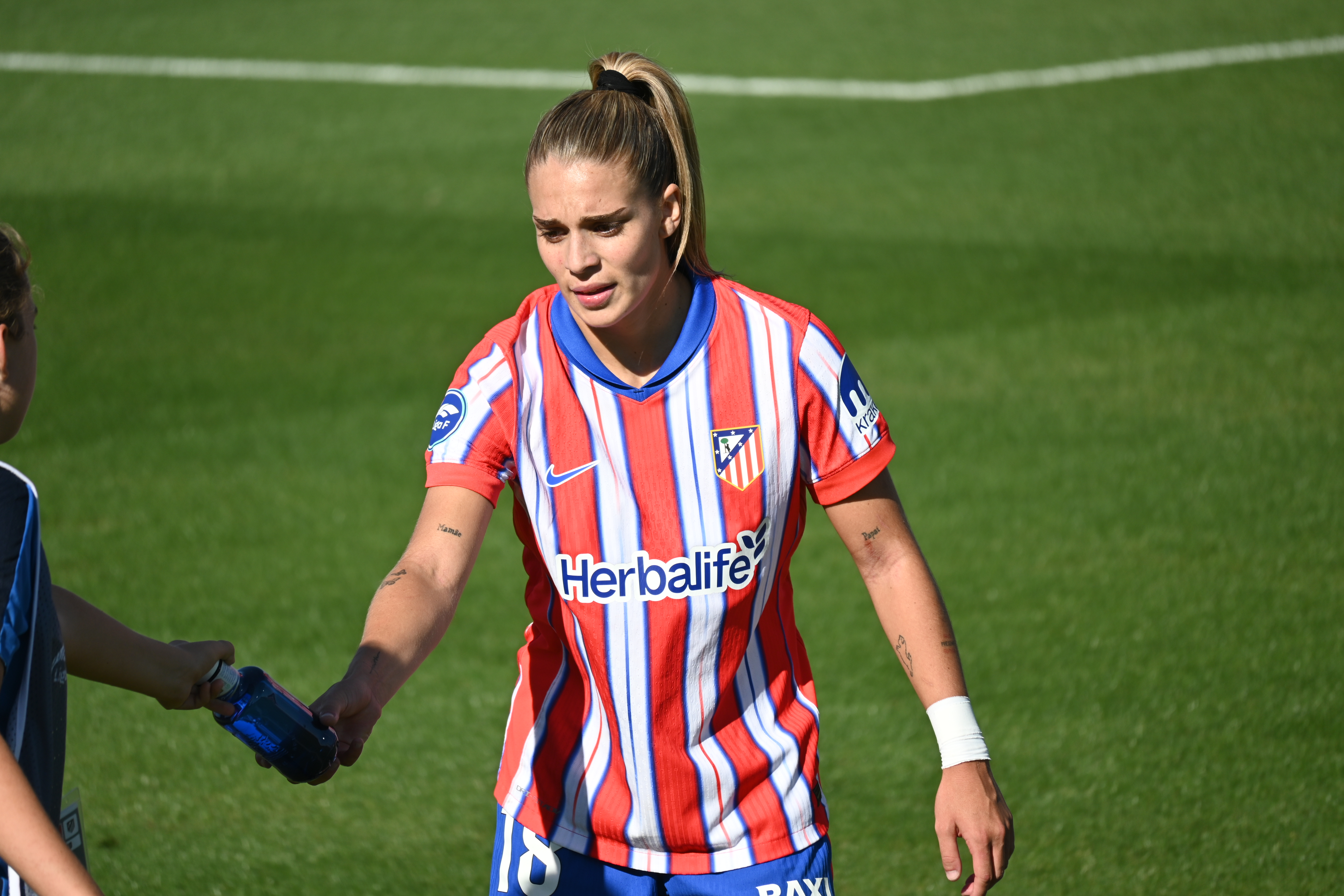
Gio con el Atlético de Madrid en septiembre de 2024

Nacida en São Paulo, Brasil, Gio se mudó junto a su familia a Weston, Florida, donde se establecieron hasta 2014 cuando se mudaron a Madrid. Gio inició su carrera en España en 2014 en la Academia del Atlético de Madrid, fue entrenada por Amanda Sampedro y fue la máxima goleadora del equipo en dos ocasiones. En 2017 se unió a las categorías inferiores del Madrid Club de Fútbol Femenino. Siendo jugadora del equipo juvenil, Gio debutó con el primer equipo en Primera División el 9 de diciembre de 2019, con tan solo 15 años, contra el F. C. Barcelona que acabaría en derrota para las madridistas. La siguiente temporada jugó 15 partidos y marcó su primer gol.
El 17 de julio de 2020, se hizo oficial su fichaje por el Fútbol Club Barcelona con el fin de reforzar la delantera del Barça firmando un contrato por tres temporadas. En club catalán jugó con el equipo filial en Segunda División en su primera temporada, sin llegar a debutar con el primer equipo. Tras haber participado en los Juegos Olímpicos de Tokio, el 12 de agosto de 2021 se comunicó su cesión al Levante Unión Deportiva por una temporada, con el fin de conseguir más minutos en Primera División. En el club levantino tuvo una gran temporada, marcando 7 goles en 26 partidos de liga, debutó en Liga de Campeones, donde marcó otros dos goles y añadió a su cuenta un gol en Copa de la Reina y otro en la Supercopa. En su etapa en el Levante denunció al F. C. Barcelona por haberla presionado para no jugar con la selección brasileña y sufrir represalias por parte del club tras haber regresado de una convocatoria con la selección tras haber logrado la autorización de la FIFA. Ganó el premio Samba de Oro de 2021.
En 2022  fichó por el Arsenal, desde el que inmediatamente jugó cedida en el Everton para que pudiera seguir jugando partidos y creciendo mientras se aclimataba a Inglaterra. La lesión de gravedad de la delantera Beth Mead contribuyó a que Gio regresase al Arsenal en el mercado de invierno tras jugar 11 partidos y arcar un gol. Con las gunners debutó el 29 de enero de 2023 en la FA Cup con una goleada ante el Leeds United.  De cara a la temporada 2023-24 declaró que tanto ella como el equipo buscaban su salida pero al final el Arsenal no concretó su venta y no fue inscrita para jugar la liga. Durante esos meses estuvo en contacto con su ex-entrenador del Madrid C. F. F., Víctor Martín, y en el mercado de invierno pudo regresar al club madrileño. En su nuevo equipo firmó una gran segunda vuelta, marcando 9 goles en 16 partidos.
En agosto de 2024, y siguiendo los pasos de Víctor Martín, fue traspasada al Atlético de Madrid.
 Debutó con el club rojiblanco en Liga de Campeones el 4 de septiembre con derrota por penaltis ante el Rosenborg. Tras unos inicios irregulares, en la segunda mitad de la temporada empezó a mejorar su rendimiento y sus goles y asistencias fueron claves para alcanzar la final de la Copa de la Reina y luchar por clasificarse para la Liga de Campeones, llegando a ser elegida mejor jugadora de la Liga del mes de marzo, y mejor jugadora del Atlético de Madrid del mes de abril. Al final el equipo se clasificó para la Liga de Campeones en la última jornada. Al concluir las competiciones fue elegida mejor jugara de la temporada del equipo.

## Selección nacional
Su primer partido con inferiores fue con Estados Unidos en el Torneo de Desarrollo de la UEFA en mayo de 2019. En septiembre de 2019 fue llamada por España para jugar el Torneo de Exentos sub-17, con el que logró tres goles. Más tarde, fue a un torneo de preparación en Portimão, en febrero de 2020 con la Sub-17 brasileña
Finalmente decidió jugar con Brasil. Su primer partido con la absoluta el 1 de diciembre de 2020 en la victoria por 8-0 frente a Ecuador. Posteriormente fue convocada para la She Believes Cup en febrero de 2021. En julio de 2021, entró en la lista oficial para disputar los Juegos Olímpicos de Tokio 2020, debutando ante Zambia en la tercera jornada de la fase de grupos.
En noviembre de 2021 jugó el Torneio Internacional de Manaus de Futebol Feminino y marcó su primer gol ante India, y volvió a marcar ante Chile.
En 2022 fue convocada para disputar el Mundial sub-20, pero luego fue desconvocada para jugar con la selección absoluta la Copa América. En el torneo jugó en los dos primeros partidos de la fase de grupos y acabaron siendo campeonas.
Tras dos años de ausencia volvió a jugar con la selección a finales de 2024 en unos amistosos ante Colombia y Australia, y marcando en dos ocasiones.
Fue convocada para disputar la Copa América de 2025. En el primer partido ante Venezuela fue elegida mejor jugadora del partido tras dar las dos asistencias en los goles de Brasil, que venció por 2-0 a Venezuela. Fue suplente en la victoria por 6-0 ante Bolivia en la segunda jornada, volvió a ser titular en el tercer encuentro en el que ganaron por 4-1 a Paraguay y de nuevo suplente en el último partido de la fase de grupos, en el que empataron sin goles ante Colombia y pasaron a la semifinal como primeras de grupo. Marcó el segundo gol en la victoria por 5-1 a Uruguay, clasificándose para jugar la final. Fue titular en la final, provocando un penalti. Brasil se alzó con el título tras empatar a 3 con Colombia tras los 90 minutos, ambos equipos marcaron un gol en la prórroga y Brasil ganó por 5-4 en la tanda de penaltis.

## Estadísticas

### Clubes
Actualizado al último partido jugado el 7 de junio de 2025.
| Madrid C. F. F. "B" · España | 2.ª                 | 2018-19             | 11  | 6  |   | -  | - |    | - | - |   | 11  | 6  |     | 0.55 |
| Madrid C. F. F. "B" · España | Total               | Total               | 11  | 6  |   | -  | - |    | - | - |   | 11  | 6  |     | 0.55 |
| Madrid C. F. F. · España     | 1.ª                 | 2018-19             | 1   | 0  | 0 | -  | - |    | - | - |   | 1   | 0  | 0   | -    |
| Madrid C. F. F. · España     | 1.ª                 | 2019-20             | 13  | 0  | 1 | -  | - |    | - | - |   | 13  | 0  | 1   | -    |
| F. C. Barcelona "B" · España | 2.ª                 | 2020-21             | 13  | 7  |   | -  | - |    | - | - |   | 13  | 7  |     | 0.54 |
| F. C. Barcelona "B" · España | Total               | Total               | 13  | 7  |   | -  | - |    | - | - |   | 13  | 7  |     | 0.54 |
| Levante U. D. · España       | 1.ª                 | 2021-22             | 26  | 7  | 1 | 3  | 2 |    | 2 | 2 | 0 | 31  | 11 | 1   | 0.35 |
| Levante U. D. · España       | Total               | Total               | 26  | 7  | 1 | 3  | 2 |    | 2 | 2 | 0 | 31  | 11 | 1   | 0.35 |
| Arsenal Inglaterra           | WSL                 | 2022-23             | 11  | 0  | 0 | 2  | 0 | 0  | - | - | - | 13  | 0  | 0   | -    |
| Everton Inglaterra           | WSL                 | 2022-23             | 7   | 1  | 0 | 4  | 0 | 1  | - | - | - | 11  | 1  | 1   | 0.09 |
| Everton Inglaterra           | Total               | Total               | 7   | 1  | 0 | 6  | 0 | 1  | - | - | - | 13  | 1  | 1   | 0.09 |
| Arsenal Inglaterra           | WSL                 | 2023-24             | -   | -  | - | -  | - | -  | - | - | - | -   | -  | -   | -    |
| Arsenal Inglaterra           | Total               | Total               | 11  | 0  | 0 | -  | - | -  | - | - | - | 11  | 0  | 0   | -    |
| Madrid C. F. F. · España     | 1.ª                 | 2023-24             | 16  | 9  | 1 | -  | - | -  | - | - | - | 16  | 9  | 1   | 0.56 |
| Madrid C. F. F. · España     | Total               | Total               | 30  | 9  | 2 | -  | - |    | - | - |   | 30  | 9  | 2   | 0.56 |
| Atlético de Madrid · España  | 1.ª                 | 2024-25             | 27  | 5  | 5 | 6  | 3 | 0  | 2 | 0 | 1 | 35  | 8  | 6   | 0.23 |
| Atlético de Madrid · España  | Total               | Total               | 27  | 5  | 5 | 6  | 3 | 0  | 2 | 0 | 1 | 35  | 8  | 6   | 0.23 |
| Total en su carrera          | Total en su carrera | Total en su carrera | 125 | 35 | 8 | 15 | 5 | 1+ | 4 | 2 | 1 | 144 | 42 | 10+ | 0.29 |
| 1. 2. 3.                     |                     |                     |     |    |   |    |   |    |   |   |   |     |    |     |      |

### Selección
Actualizado al último partido jugado el 2 de agosto de 2025.
| Selecciones                                                                 | Año   | Otros Oficiales(5) | Otros Oficiales(5) | Otros Oficiales(5) | Mundial (6) | Mundial (6) | Mundial (6) | Amistosos | Amistosos | Amistosos | Total | Total | Total  | Media goleadora |
| Selecciones                                                                 | Año   | Part.              | Goles              | Asist.             | Part.       | Goles       | Asist.      | Part.     | Goles     | Asist.    | Part. | Goles | Asist. | Media goleadora |
| --------------------------------------------------------------------------- | ----- | ------------------ | ------------------ | ------------------ | ----------- | ----------- | ----------- | --------- | --------- | --------- | ----- | ----- | ------ | --------------- |
| Abs · Brasil                                                                | 2020  |                    |                    |                    |             |             |             | 2         | 0         | 0         | 2     | 0     | 0      | -               |
| Abs · Brasil                                                                | 2021  |                    |                    |                    | 1           | 0           | 0           | 7         | 2         | 0         | 8     | 2     | 0      | 0.25            |
| Abs · Brasil                                                                | 2022  |                    |                    |                    | 2           | 0           | 0           | 2         | 0         | 0         | 4     | 0     | 0      | -               |
| Abs · Brasil                                                                | 2023  |                    |                    |                    |             |             |             |           |           |           |       |       |        |                 |
| Abs · Brasil                                                                | 2024  |                    |                    |                    |             |             |             | 3         | 2         | 0         | 3     | 2     | 0      | 0.67            |
| Abs · Brasil                                                                | 2025  | 6                  | 1                  | 2                  |             |             |             | 4         | 0         | 2         | 10    | 1     | 4      | 0.10            |
| Abs · Brasil                                                                | Total | 6                  | 1                  | 2                  | 3           | 0           | 0           | 18        | 4         | 2         | 27    | 5     | 4      | 0.18            |
| (5) Se incluyen Campeonatos Sudamericanos. (6) Se incluyen Juegos Olímpicos |       |                    |                    |                    |             |             |             |           |           |           |       |       |        |                 |

## Palmarés

### Títulos internacionales
| Título                | Selección | Sede     | Año  |
| --------------------- | --------- | -------- | ---- |
| Copa América Femenina | Brasil    | Colombia | 2022 |
| Copa América Femenina | Brasil    | Ecuador  | 2025 |

### Distinciones individuales
| Distinción                                                     | Año     |
| -------------------------------------------------------------- | ------- |
| Samba de Oro                                                   | 2021    |
| Mejor jugadora del mes de marzo de la Liga F                   | 2025    |
| Mejor jugadora del mes de marzo y abril del Atlético de Madrid | 2025    |
| Mejor jugadora del mes de la temporada del Atlético de Madrid  | 2024-25 |
| Mejor jugadora del Brasil-Venezuela en la Copa América         | 2025    |